# Santa Ana (municipalité)
Pour les articles homonymes, voir Santa Ana.
Santa Ana est l'une des vingt-et-une municipalités de l'État d'Anzoátegui au Venezuela. Son chef-lieu est Santa Ana. En 2011, la population s'élève à 9 636 habitants.

## Géographie

### Subdivisions
La municipalité possède une seule paroisse civile et une parroquia capital, traduite ici par « capitale » (en italiques et suivie d'une astérisque) avec, chacune à sa tête, une capitale (entre parenthèses) :
- Capitale Santa Ana * (Santa Ana) ;
- Pueblo Nuevo (Pueblo Nuevo).